# Thekla Carola Wied
Thekla Carola Wied (Breslavia, 5 febbraio 1944) è un'attrice tedesca, attiva principalmente in campo televisivo e teatrale.
Sul piccolo schermo, ha partecipato ad oltre una sessantina di differenti produzioni, a partire dalla fine degli anni sessanta, lavorando soprattutto in vari film TV. Tra i suoi ruoli principali, figurano quello di Hanna nel film Spur eines Mädchens (1967), quello della signorina Jeske nella serie televisiva Der Anwalt (1977-1978), quello di Angi nella serie televisiva Ho sposato tutta la famiglia (1983-1986), quello di Aimée nel film TV omonimo (1987), quello di Suor Maria nella serie televisiva Wie gut, daß es Maria gibt (1990-1991), quello di Anna Marx nella serie televisiva Auf eigene Gefahr (1993-2000), quello di Vera Färber nel film TV Ich klage an (1994), ecc.

## Filmografia parziale

### Cinema
- Spur eines Mädchens (1967)

### Televisione
- Immer nur Mordgeschichten - film TV (1968)
- Taxi 4012 - film TV (1976)
- Notarztwagen 7 - serie TV, 1 episodio (1977)
- Der Anwalt - serie TV, 26 episodi (1977-1978)
- Il commissario Köster/Il commissario Kress (Der Alte), serie TV, 10 episodi (1978-1995) - ruoli vari
- Jan vom anderen Stern - serie TV (1980)
- Kabale und Liebe - film TV (1980)
- L'ispettore Derrick - serie TV ep. 10x03, regia di Alfred Vohrer (1983)
- Gestern bei Müllers - serie TV, 1 episodio (1983)
- Ho sposato tutta la famiglia - serie TV, 14 episodi (1983-1986)
- Un caso per due - serie TV, 1 episodio (1984)
- Schwarz Rot Gold - serie TV, 1 episodio (1985)
- Alles was Recht ist - serie TV (1986)
- Aimée - film TV (1987)
- Der Elegante Hund - serie TV, 1 episodio (1987)
- Rivalen der Rennbahn - serie TV (1989)
- Wie gut, daß es Maria gibt - serie TV, 27 episodi (1990-1991)
- L'ispettore Derrick - serie TV ep. 19x09, regia di Zbyněk Brynich (1992)
- Vater braucht eine Frau - serie TV, 1 episodio (1993)
- Auf eigene Gefahr - serie TV, 23 episodi (1993-2000)
- Ich klage an - film TV (1994)
- Eine Frau will nach oben - film TV (1995)
- Der Weihnachtsmörder - film TV (1997)
- Tod im Labor - film TV (1997)
- La quindicesima epistola - film TV (1998)
- Polizeiruf 110 - serie TV, 1 episodio (2000)
- Liebe, Tod & viele Kalorien - film TV (2001)
- Liebe ist die halbe Miete - film TV (2002)
- Tage des Sturms - film TV (2003)
- Sommer mit Hausfreund - film TV (2005)
- Meine große Liebe - film TV (2005)
- Sie ist meine Mutter - film TV (2006)
- Meine Tochter, mein Leben - film TV (2006)
- Mein Traum von Venedig - film TV (2008)
- 1:0 für das Glück - film TV (2008)
- SOKO Wismar - serie TV, 1 episodio (2008)
- Tatort - serie TV, 1 episodio (2009)
- Den Tagen mehr Leben! - film TV (2010)
- Ein Drilling kommt selten allein - film TV (2012)
- Pommes essen - film TV (2012)
- Tre cuori in cucina (Herzdamen an der Elbe) - film TV (2013)
- Vier Drillinge sind einer zu viel - film TV (2014)
- Sein gutes Recht - film TV (2014)
- Familie Bundschuh - serie TV, 5 episodi (2017-2021)

## Premi e riconoscimenti (lista parziale)
- 1967 - Deutscher Filmpreis come miglior attrice protagonista per il ruolo di Hanna nel film Spur eines Mädchens[8]
- 1983 - Premio Bambi come miglior attrice per il ruoli di Angi in Ho sposato tutta la famiglia[8]
- 1991 - Premio TeleStar per ruolo di Suor Maria nella serie televisiva Wie gut, daß es Maria gibt
- 1991 - Premio del Romi Gala per ruolo di Suor Maria nella serie televisiva Wie gut, daß es Maria gibt[8]
- 1994 - Bayerischer Filmpreis come miglior attrice in un film TV per il ruolo di Vera Färber in Ich klage an